# Danie de Jager
Pour les articles homonymes, voir De Jager ou De Jaeger et Jager.
Danie de Jager (1936-2003) est un sculpteur contemporain d'Afrique du Sud. 
Ses réalisations portent sur des monuments abstractifs, commémoratifs de personnalités sud-africaines, d'évènements historiques sud-africains ou liés à la faune sud-africaine. Ses réalisations qui avaient longtemps été associées avec le régime de l'apartheid ne lui ont cependant pas porté préjudice depuis l'établissement du régime multiracial en 1994. Le gouvernement de Thabo Mbeki lui a déjà commandé des sculptures pour le parc de la liberté à Pretoria.
Ses sculptures les plus représentatives sont : 
- Shawu, l'éléphant symbole en bronze du Lost City Palace Hotel à Sun City, dans la province du Nord-Ouest,
- le monument équestre du campus de l'université de Pretoria, autrefois situé sur Strijdom Square (Pretoria)
- la statue de JG Strijdom à Nylstroom ;
- le monument équestre boer d'Amajuba au KwaZulu-Natal représentant Petrus Jacobus Joubert et son épouse
- le lecteur en bronze à Pietersburg
- le buste de roi swazi
- la statue de James Barry Hertzog (1968) à Bloemfontein
- la statue de l'adieu (1986) devant le Anglo Boer War museum/Women's Monument complex à Bloemfontein
- la statue des déportés boers (1983) à Bloemfontein.
- La statue du combattant jusqu'au-boutiste (Die Bittereinder).

Ses sculptures les plus récentes ont pris place à New York, aux Bahamas et à Dubaï.

## Galerie

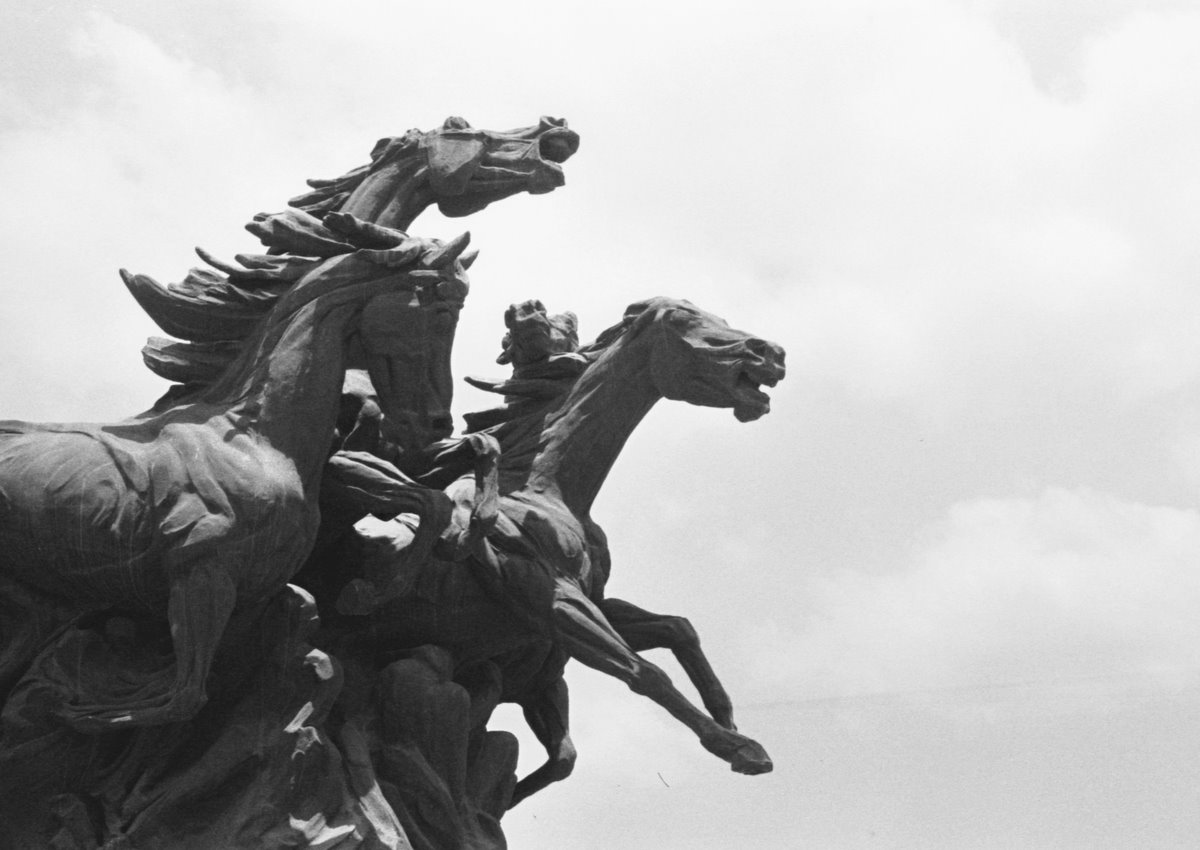
Le monument équestre, comprenant quatre chevaux symbolisant les anciennes provinces sud-africaines, a été transféré en 2008 sur le campus de l'université de Pretoria devant le centre sportif LC de Villiers
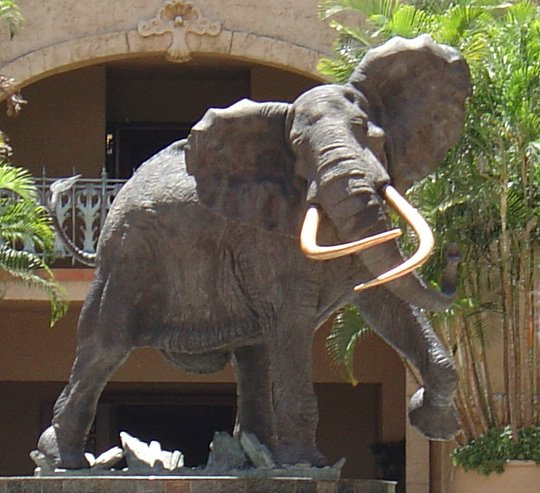
Shawu, l'éléphant symbole en bronze du palace de Lost City à Sun City
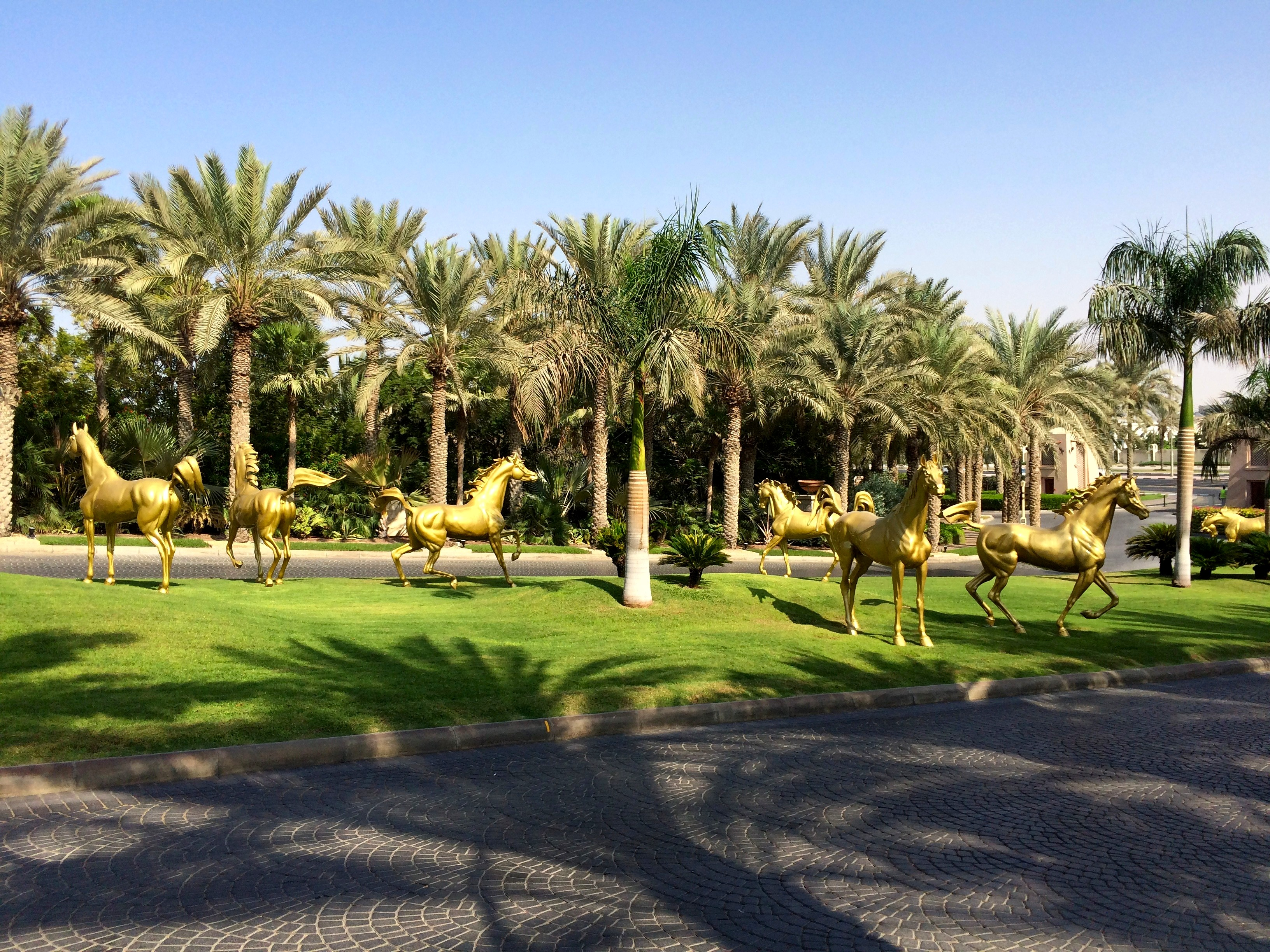
Chevaux dorés, Hôtel Al Qasr, Madinat Jumeirah, Dubai
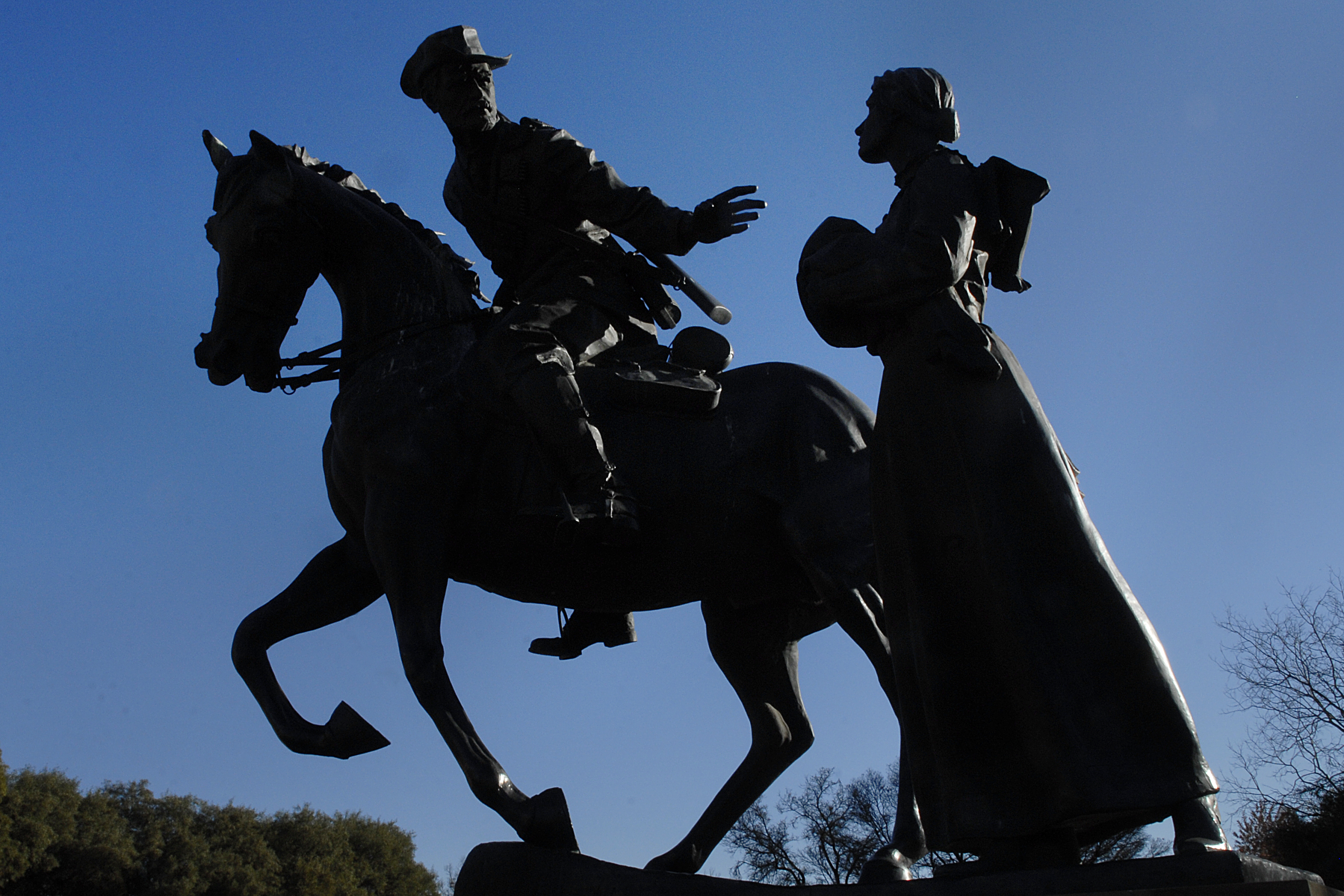
Statue de l'adieu à Bloemfontein
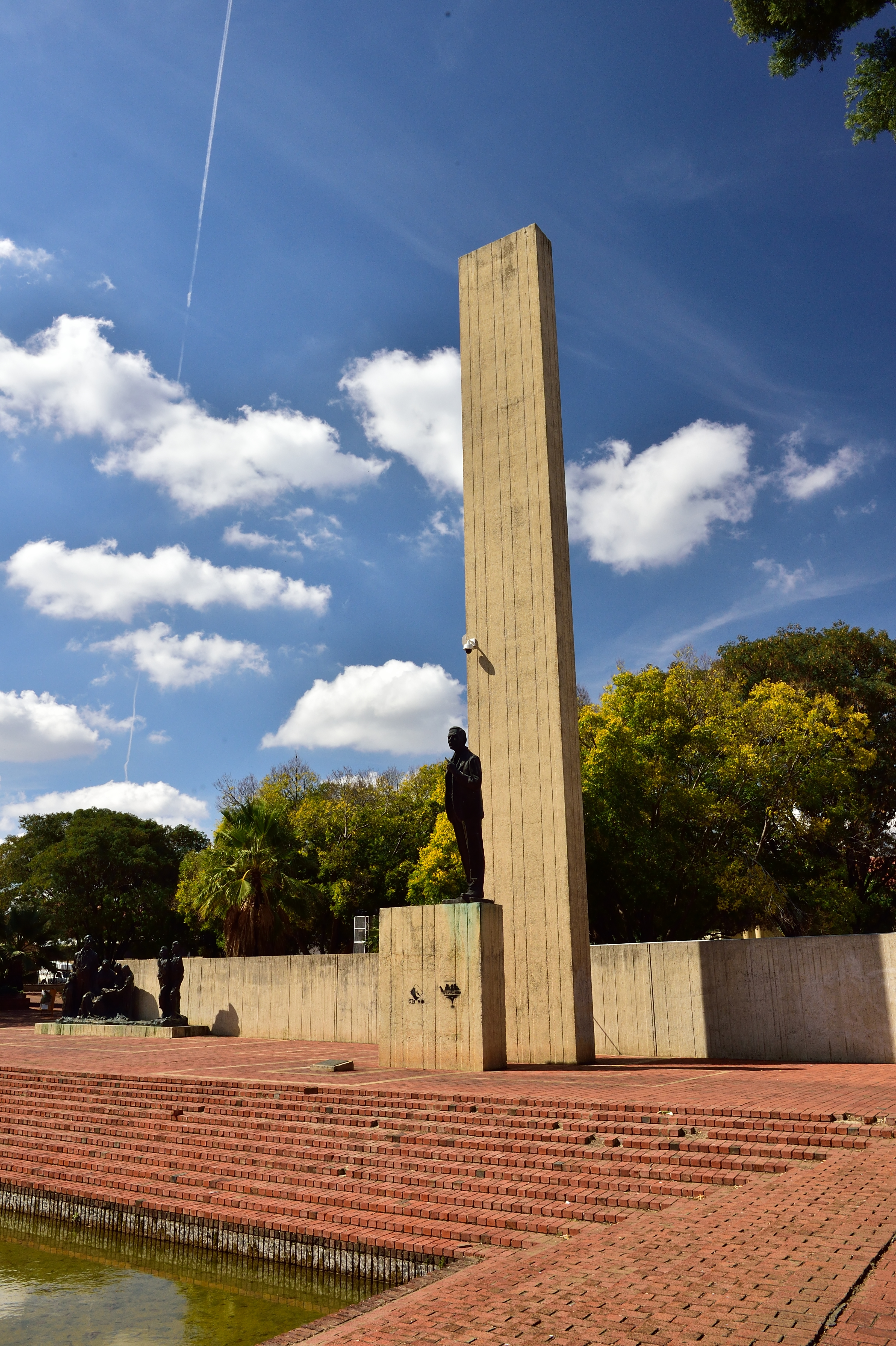
Statue de James Barry Hertzog (1968), sur Hertzog square à Bloemfontein